# Komiža
Komiža (italsky Comisa) je chorvatské přístavní město a sídlo občiny ležící na západním pobřeží ostrova Vis v Jaderském moři. V roce 2021 zde žilo 1261 obyvatel a v celé městské části i s ostatními obcemi 1394 obyvatel.
Komiža je situována na úpatí kopce Hum (587 m). Průměrná lednová teplota vzduchu se zde pohybuje okolo 8.9 °C. Hospodářství je založeno na farmaření, vinařství, rybolovu a zpracování ryb, mořeplavectví a na cestovním ruchu. Na východním pobřeží se nacházejí rozlehlé písčité a oblázkové pláže, jako například Kamenica, Gusarica, Nova Posta či Velo Zalo.
Komiža je dvěma silnicemi (D117 a 6212) propojena s městem Vis na druhé straně ostrova.
Pod opčinu Komiža dále patří vnitrozemské vesnice a osady Borovik, Duboka, Oključna, Podhumlje, Podšpilje, Sveti Andrija a Žena Glava (vše na Visu) a okolní ostrůvky Biševo, Svetac a 70 km jižně vzdálené souostroví Palagruža.

## Historie a památky
První zmínky o trvalém osídlení pocházejí z 12. století. Přístavní kostel byl vystavěn roku 1585.
Ve 13. století zde byl na vyvýšenině nad sídlem založen benediktinský klášter svatého Mikuláše (tzv. Muster). Nejstarší jádro kláštera tvoří jednolodní románský kostel s půlkruhovou apsidou ze 13. století.
V období od 14. do 17. století byl vystavěn rozsáhlý pětilodní kostel, jehož centrální loď pochází z počátku 16. století, velká barokní svatyně je datována do roku 1652. Z původního klášterního opevnění se dochovaly dvě velké věže postavené v románském slohu; věž kostela byla roku 1770 přestavěna na zvonici.
Kostel Panny Marie Gusarické se skládá ze tří stejně velkých jednolodních kostelů, jež jsou uvnitř propojeny oblouky. Uvnitř se nachází barokní oltáře, varhany z roku 1670 a skvostný stříbrný reliéf Panny Marie Rosarijské ze 17. století.
Opevněný kostel svatého Roka byl postaven roku 1763, o sedm let starší je kostel Panny Marie Sedmibolestné.
Budova Veřejného centra z počátku 20. století je dílem architekta A. Beziće; Pamětní dům (Spomen dom) byl navržen S. Planićem, autorem reliéfů a mozaik je Boris Mardesić. Roku 1966 byla v Komiži otevřena galerie Duro Ti-ljaka, v roce 1984 pak galerie B. Mardesiće.
V červenci 2017 byla v přístavu umístěna socha sv. Jana Nepomuckého. Byl to dar Svatojánského spolku městu Komiža. Autorem sochy je Petr Váňa a osobně ji v rámci své dovolené v Chorvatsku požehnal Dominik kardinál Duka.